# 靜妃王氏
靜妃王氏（13世纪—1345年），高丽王朝嫔御。高丽忠宣王的夫人。
王氏是宗室西原侯王瑛之女，始安公王絪孙女，襄阳公王恕曾孙女，高丽神宗的玄孙女。1287年（高丽忠烈王13年）王氏原本是选上元朝的贡女，1289年（高丽忠烈王15年）后来留在高丽嫁给了世子，就是后来的忠宣王。王氏在忠宣王的妃嫔中排位第三，次于蓟國大長公主寶塔實憐、懿妃也速真。1345年（高丽忠穆王元年）薨，追贈靜妃。

## 相关文艺作品
- 2017年：MBC《王在相爱》朴煥熙饰演